# José Luis Caballero (Fußballspieler)
José Luis Caballero Flores (* 21. Juni 1955 in Mexiko-Stadt; † 14. Januar 2021) war ein mexikanischer Fußballspieler, der vorwiegend im Mittelfeld agierte.

## Leben
Caballero wurde im Nachwuchsbereich des Hauptstadtvereins Cruz Azul ausgebildet und bestach anfangs durch ein außerordentliches Talent, das ihm den Sprung in die
Olympiaauswahl Mexikos bei den Olympischen Spielen 1976 bescherte, wo er in allen 3 Gruppenspielen Mexikos zum Einsatz kam. Bereits ein Jahr zuvor spielte er mit der für das olympische Turnier ausgewählten Mannschaft das Fußballturnier bei den Panamerikanischen Spielen von 1975, wo er in allen 6 Spielen Mexikos zum Einsatz kam und ebenso viele Tore erzielte.
Für die Saison 1976/77 erhielt er einen Profivertrag bei seinem Jugendverein Cruz Azul und kam in seiner ersten Erstligasaison zu 35 Einsätzen in der mexikanischen Liga, in denen er ein Tor erzielte. Außerdem kam er zu drei Einsätzen für die mexikanische A-Nationalmannschaft. Eine erste Krise deutete sich bereits in seiner zweiten Saison 1977/78 an, als er bei Cruz Azul nur noch zu 14 Einsätzen kam, aber immerhin einen weiteren Treffer erzielte.
Für die Saison 1978/79 wurde er vom Ligarivalen Chivas Guadalajara verpflichtet und kam in seiner ersten Spielzeit an neuer Wirkungsstätte zu 30 Punktspieleinsätzen, in denen er zwei Treffer erzielte.
Doch von nun an ging es mit seiner Laufbahn steil bergab. In den nächsten drei Jahren bei Chivas kam er lediglich zu einem einzigen Erstligaeinsatz (in der Saison 1980/81) und spielte meistens nur für die zweite Mannschaft Club Deportivo Tapatío.
Seine letzte bekannte Station war Ángeles de Puebla, für die er in der Saison 1986/87 zu 4 Erstliga-Einsätzen (kein Torerfolg) kam.

## Erfolge
- Sieger des Fußballturniers der Panamerikanischen Spiele 1975